# 阿勒泰灯心草
阿勒泰灯心草（学名：Juncus aletaiensis）是灯心草科灯心草属的植物。分布于中国大陆的新疆等地，生长于海拔600米的地区，常生于小溪边砂地，目前尚未由人工引种栽培。